# London Streets
London Streets és una filial de Transport for London (TfL), que és responsable de la gestió de les principals rutes a través de Londres, un total de 580 quilòmetres de carreteres. Aquestes rutes també són conegudes com a Red Routes o Transport for London Road Network (TLRN), ja que poden ser identificades per les marques vermelles de la senyalització.
London Streets és responsable de la gestió del Peatge de congestió de Londres, una taxa que es cobra als automobilistes al circular per Central London o en entrar, el sistema de CCTV als carrers, el control de senyals i Bus Lane Enforcement Cameras (BLEC).
Les autopistes a Londres són responsabilitat de Highways Agency. La resta de carrers no controlats per London Streets són responsabilitat de cada districte de Londres.